# Ableros
Ableros – Trojańczyk w mitologii greckiej. Został zabity przez Antylocha, syna Nestora.
Wzmianka na jego temat pojawiła się w Iliadzie.

Gdy Pidytesa z Perkoty w lot Odyseusz rozbroił/ drzewcem spiżowym, a Teukros – boskiego Aretaona./ Zaś Ablerosa – Antiloch, syn Nestorowy, swą włócznią/ zgładził świetlistą, Elata – nad wodze wódz Agamemnon;